# Самопше
Самопше (чеськ. Samopše нім. Samopesch) — село, що знаходиться в окрузі Кутна Гора Середньочеського краю, близько 2,5 км на південний схід від міста Сазава. Налічує 188 жителів.

## Історія
Перша письмова згадка про село датується 1297 роком.

## Згадки
Село з'являється в чеській грі Kingdom Come: Deliverance.